# Гурношленско-Заглембинская Метрополия
Гурношленско-Заглембинска Метрополия / Метрополия ГЗМ (Metropolia GZM, официально на польском (Górnośląsko-Zagłębiowska Metropolia) — метрополия, состоящая из 41 прилегающего муниципалитета в Силезском воеводстве Польши. Штаб-квартира совета метрополии находится в Катовице, крупнейшем городе-участнике и столице воеводства.

## Местоположение
Метрополия ГЗМ охватывает городские и пригородные сообщества в исторических регионах Верхняя Силезия (юго-восточная часть Силезии) и Малопольского Заглембье Домбровске в современном Силезском воеводстве на юге Польши, в северной части Верхнесилезского угольного бассейна между реками Висла и Одер. Метрополия расположена примерно в 72 км к западу от Кракова и в 260 км к юго-западу от Варшавы. Другие крупные населенные пункты, находящиеся в относительной близости от метрополии: Острава (70 км), Вена (290 км), Прага (320 км) и Братислава (270 км).

## Участвующие муниципалитеты
Первоначальный союз включал 14 городских повятов, которые образуют городское ядро метрополии: Бытом, Хожув, Домброва-Гурнича, Гливице, Явожно, Катовице, Мысловице, Пекары-Слёнске, Руда-Слёнска, Семяновице-Слёнске, Сосновец, Свентохловице, Тыхы и Забже.
Первоначальный союз не мог принимать больше участников по юридическим причинам, так как по польскому законодательству на тот момент только городские повяты могли образовывать такой союз. Это изменилось в 2017 году, когда правительство Польши создало новый закон, специально предназначенный для нужд этого региона.
В настоящее время метрополию составляют 41 муниципалитет. Явожно, являвшийся основателем первоначального союза, решил выйти из нового объединения, ссылаясь на нежелание слияния своей транспортной компании с метрополитеном.
| Верхняя Силезия - Беруня - Бойшовы - Бытом - Хельм-Слёнски - Хожув - Гералтовице - Гливице - Имиелин - Катовице - Кнуров - Кобёр - Лендзины - Лазиска-Гурне - Миколув - Мысловице - Пекары-Слёнске - Пильховице - Пысковице - Радзёнкув - Руда-Слёнска - Рудзинец - Семяновице-Слёнске - Сосницовице - Свирклянец - Свентохловице - Тарновские Гуры - Тыхы - Выры - Забже - Зброславице |
| Заглембье Домбровске - Бендзин - Бобровники - Челядзь - Домброва-Гурнича - Межендзице - Ожаровице - Псары - Севеж - Славкув - Сосновец - Войковице |

## Название
Официальное название метрополии — «Гурношленско-Заглембинская Метрополия» («Верхнесилезско-Домбровская Метрополия»). Это название использовалось в официальной петиции о создании метрополии, а затем было утверждено Министерством внутренних дел Польши в окончательном законодательном акте, опубликованном 30 июня 2017 года.
Ранее предлагались следующие варианты названия:
- Метрополия Катовице (рус. Katowice Metropolis), впервые упомянуто региональной газетой Dziennik Zachodni[3], но отклонено мэрами других городов.
- Верхнесилезская Метрополия (рус. Upper Silesian Metropolis), против которой выступали мэры Сосновеца и Домброва-Гурнича, утверждая, что она исключает Заглембье.
- Метрополия Силезия (рус. Silesia Metropolis), использовавшееся первоначальным союзом и часто упоминавшееся в СМИ, но против него выступили ученые, которые попросили, чтобы метрополия не называлась именем всего региона.[4] Кроме того, как и в случае Верхнесилезской Метрополии, представители Заглембье жаловались, что их история игнорируется.